# Skala hypofrygijska
Skala hypofrygijska – siedmiostopniowa skala muzyczna wypracowana przez antyczną kulturę jońską. 
Jest skalą pochodną, składa się z dźwięków skali frygijskiej. Przedrostek hypo w nazwie oznacza pod; skala zbudowana jest od dolnej kwinty skali podstawowej. Podzielona jest na dwa tetrachordy. Zbudowana jest w kierunku opadającym.
Skala współcześnie jest używana w muzyce jazzowej.